# Calamarca
Calamarca è un comune (municipio in spagnolo) della Bolivia nella provincia di Aroma (dipartimento di La Paz) con 14.605 abitanti (dato 2010).

## Cantoni
Il comune è suddiviso in 7 cantoni (popolazione 2001):
- Ajoya - 1.552 abitanti
- Calamarca - 3.041 abitanti
- Cosmini - 377 abitanti
- San Antonio de Senkata - 1.738 abitanti
- Sivincani - 1.086 abitanti
- Villa El Carmen de Caluyo - 2.559 abitanti
- Villaque Copata - 1.759 abitanti